# Холомцы
Холомцы — деревня в Оредежском сельском поселении Лужского района Ленинградской области.

## История
Деревня Халонцы, состоящая из 21 крестьянского двора, упоминается на карте Санкт-Петербургской губернии Ф. Ф. Шуберта 1834 года.

ХОЛОШЦЫ — деревня, принадлежит: титулярному советнику Азикову, число жителей по ревизии: 16 м. п., 15 ж. п.

жене его Авдотье Степановой, число жителей по ревизии: 8 м. п., 9 ж. п.

чиновнице 7 класса Шулепниковой, число жителей по ревизии: 7 м. п., 8 ж. п.

поручице княгине Елецкой, число жителей по ревизии: 15 м. п., 8 ж. п.

малолетним Александру и Александре Зиновьевым, число жителей по ревизии: 9 м. п., 11 ж. п. (1838 год)

Как деревня Холопцы из 21 двора она отмечена на карте профессора С. С. Куторги 1852 года.

ХОЛОМЦЫ — деревня господина Азикова, по просёлочной дороге, число дворов — 17, число душ — 67 м. п. (1856 год)

Согласно X-ой ревизии 1857 года деревня Холомцы состояла из трёх частей:

1-я часть: число жителей — 21 м. п., 17 ж. п. 
  
2-я часть: число жителей — 25 м. п., 24 ж. п. (из них дворовых людей — 5 м. п., 4 ж. п.)

3-я часть: число жителей — 24 м. п., 40 ж. п.

ХОЛОМЕЦ (ХОЛОНЦЫ) — деревня владельческая при колодцах, число дворов — 25, число жителей: 40 м. п., 43 ж. п.; Часовен православных две. (1862 год)

В 1864—1865 годах временнообязанные крестьяне деревни выкупили свои земельные наделы у С. А. Ачиковой и Н. А. Кленке и стали собственниками земли.
В 1867 году временнообязанные крестьяне выкупили свои земельные наделы у Н. П. Косяровского.
В 1880 году крестьяне выкупили земельные наделы у Н. Ф. Шулепникова.
Согласно подворной описи 1882 года, деревня Холомцы Бельского общества Бутковской волости состояла из трёх частей:
 
1) бывшее имение Шулепникова, 12 домов, 21 душевой надел, семей — 9, число жителей — 25 м. п., 30 ж. п.; разряд крестьян — собственники.
  
2) бывшее имение Азимовых, 15 домов, 25 душевых наделов, семей — 15, число жителей — 32 м. п., 45 ж. п.; разряд крестьян — собственники.
  
3) бывшее имение Косаровского, 17 домов, 23 душевых надела, семей — 6, число жителей — 11 м. п., 14 ж. п.; разряд крестьян — собственники.
Согласно материалам по статистике народного хозяйства Лужского уезда 1891 года, усадьба Холомец площадью 220 десятин принадлежала полковнику М. В. Сердюкову, усадьба была приобретена в 1885 году за 1500 рублей; сельцо Холомцы площадью 220 десятин принадлежало вдове подполковника Н. В. Ляцкой, сельцо было приобретено в 1872 году за 6000 рублей; кроме того, пустошь Сиротино при селении Холомцы площадью 62 десятины принадлежала крестьянину Новгородской губернии Т. Мартемьянову с тремя товарищами, пустошь была приобретена до 1868 года.
В XIX — начале XX века деревня административно относилась к Бутковской волости 1-го земского участка 1-го стана Лужского уезда Санкт-Петербургской губернии.
По данным «Памятной книжки Санкт-Петербургской губернии» за 1905 год деревня Холомцы входила в Холомецкое сельское общество. Земля в деревне принадлежала: дворянке Надежде Александровне Кленке — 171 десятина и дворянину Георгию Войцеховичу Лопушанскому — 217 десятин.

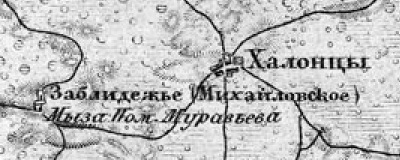
Деревня Холомцы на карте 1912 года

Согласно карте из «Исторического атласа Санкт-Петербургской Губернии» 1912 года деревня называлась Халонцы.
С 1917 по 1924 год деревня Холомцы входила в состав Холомецкого сельсовета Бутковской волости Лужского уезда.
С 1924 года, в составе Бельского сельсовета.
С 1927 года, в составе Оредежского района.
С 1928 года, в составе Теребушского сельсовета. В 1928 году население деревни Холомцы составляло 202 человека.
По данным 1933 года деревня Холомцы входила в состав Теребушского сельсовета Оредежского района.
C 1 августа 1941 года по 31 января 1944 года деревня находилась в оккупации.
С 1954 года, в составе Холомецкого сельсовета.
С 1957 года, в составе Бельского сельсовета.
С 1959 года, в составе Лужского района.
В 1965 году население деревни Холомцы составляло 76 человек.
По данным 1966 года деревня Холомцы также входила в состав Бельского сельсовета Лужского района.
По данным 1973 и 1990 годов деревня Холомцы входила в состав Тёсовского сельсовета.
По данным 1997 года в деревне Холомцы Тёсовской волости проживали 39 человек, в 2002 году — 33 человека (все русские).
В 2007 году в деревне Холомцы Тёсовского сельского поселения проживали 25 человек.
19 мая 2019 года деревня вошла в состав Оредежского сельского поселения.

## География
Деревня расположена в восточной части района на автодороге 41К-662 (Оредеж — Тёсово-4 — Чолово).
Расстояние до административного центра поселения — 4 км.
Расстояние до ближайшей железнодорожной станции Оредеж — 11 км.
Деревня находится к югу от озера Белое.

## Демография
| 1838 | 1862 | 1928 | 1965 | 1997 | 2007 | 2010 |
| ---- | ---- | ---- | ---- | ---- | ---- | ---- |
| 106  | ↘83  | ↗202 | ↘76  | ↘39  | ↘25  | →25  |
| 2017 |      |      |      |      |      |      |
| ↗37  |      |      |      |      |      |      |

## Улицы
Зелёный переулок, Мира, Центральная.